# Leucochrysa stichocera
Leucochrysa stichocera är en insektsart som beskrevs av Navás 1908. Leucochrysa stichocera ingår i släktet Leucochrysa och familjen guldögonsländor. Inga underarter finns listade i Catalogue of Life.